# Monokalcium-foszfát

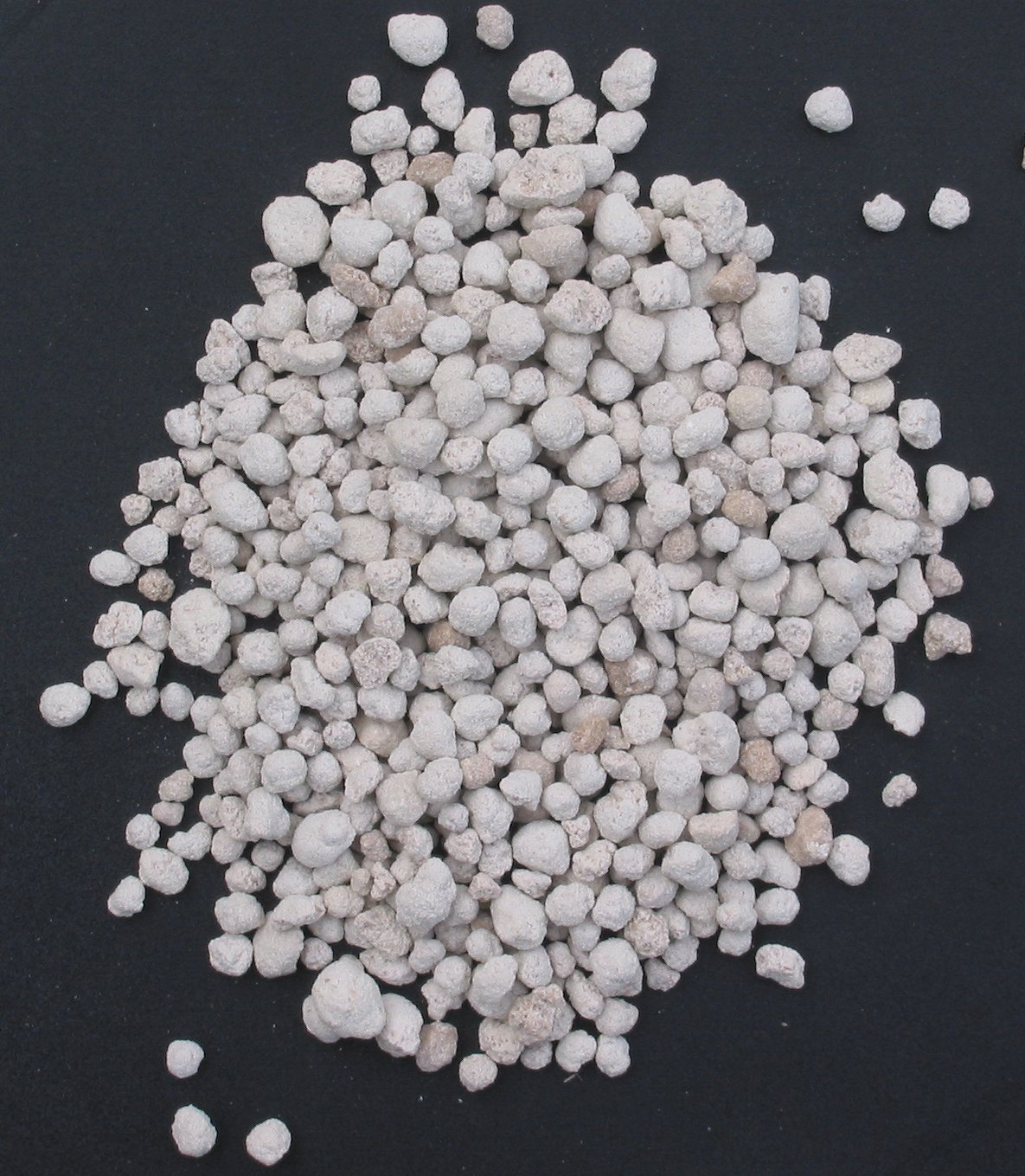
Triplaszuperfoszfát (46% P_{2}O_{5})

A monokalcium-foszfát (más néven kalcium-dihidrogén-foszfát vagy kalcium-foszfát) a foszforsav kalciummal alkotott sója. Képlete: Ca(H2PO4)2
203 °C-on elbomlik. Általában Ca(H2PO4)2•H2O formájában kapható, mely 109 °C-on elveszti víztartalmát.

## Felhasználási területei

### Műtrágyaként
A foszfátokat széles körben alkalmazzák műtrágyaként. A trikalcium-foszfát vízben kevéssé oldódik, ezért általában monokalcium-foszfáttal helyettesítik: 
Ca3(PO4)2  + 4 H2SO4 + 2 H2O → 2 CaSO4•2H2O + Ca(H2PO4)2•H2O
Ezt mészkő-szuperfoszfátnak nevezik.
Más reakcióval un. tripla-szuperfoszfát keletkezik:
Ca3(PO4)2  + 4 H3PO4 → 3 Ca(H2PO4)2

### Élelmiszeripari adalékanyagként
Az élelmiszerekben általában keverékként (monokalcium-foszfátot, dikalcium-foszfátot és trikalcium-foszfátot egyaránt tartalmazó adalékként) E341 néven található meg. Pékárukban a sütőpor mellé adagolva erőteljesebb szén-dioxid felszabadulással jár, ezáltal térfogatnövelő és állagjavító hatása van. 
Sok élelmiszerben megtalálható. Ismert mellékhatása nincs, de a napi maximum beviteli mennyisége 70 mg/testsúlykgban van korlátozva, a benne található foszforsav miatt.